# 446 v. Chr.
Portal Geschichte | Portal Biografien | Aktuelle Ereignisse | Jahreskalender | Tagesartikel

◄ |
6. Jahrhundert v. Chr. |
5. Jahrhundert v. Chr. |
4. Jahrhundert v. Chr. |
►

◄ | 460er v. Chr. | 450er v. Chr. | 440er v. Chr. | 430er v. Chr. |
420er v. Chr. |
►

◄◄ | ◄ | 449 v. Chr. | 448 v. Chr. | 447 v. Chr. | 446 v. Chr. |
445 v. Chr. |
444 v. Chr. |
443 v. Chr. |
► |
►►

## Ereignisse
- Duketios kehrt aus seiner Verbannung in Korinth nach Sizilien zurück und gründet mit Sikelern und Korinthern die Stadt Kale Akte.

## Geboren
- um 446 v. Chr.: Marcus Furius Camillus, römischer Politiker und Feldherr
- um 446 v. Chr.: Eupolis, griechischer Komödiendichter († um 411 v. Chr.)